# Nagrada Dodge Ram Tough
Nagrada Dodge Ram Tough predstavljala je godišnje odlikovanje NHL-a namijenjeno igraču koji u regularnoj sezoni postigne najviše pogodaka sljedeće vrste:
- powerplay (PPG; s igračem više)
- shorthanded (SHG; s igračem manje)
- game-winner (GWG; prijelomni pogodak ↓a)
- game-tier (GTG; izjednačujući pogodak ↓b)

Sponzor nagrade bila je automobilska tvrtka Dodge, a nosila je ime njenog modela Ram Tough.

## Popis dobitnika
| Sezona    | Igrač          | Momčad              | Položaj u sastavu | Ut. | Gol. | PPG | SHG | GWG | GTG |
| --------- | -------------- | ------------------- | ----------------- | --- | ---- | --- | --- | --- | --- |
| 1987./88. | Joe Nieuwendyk | Calgary Flames      | centar            | 75  | 51   | 31  | 3   | 8   | ?   |
| 1988./89. | Mario Lemieux  | Pittsburgh Penguins | centar            | 76  | 85   | 31  | 13  | 8   | ?   |
| 1989./90. | Brett Hull     | St. Louis Blues     | krilo             | 80  | 72   | 27  | 0   | 12  | ?   |
| 1990./91. | Brett Hull     | St. Louis Blues     | krilo             | 78  | 86   | 29  | 0   | 11  | ?   |

## Napomene
- ↑a  Odlučujućim (prijelomnim) pogotkom smatra se, na primjer, četvrti pogodak u pobjedi 6 : 3. Da je protivnička momčad izgubila rezultatom 6 : 4, onda bi se peti pogodak pobjedničkog sastava smatrao game-winnerom.
- ↑b  Samo jedan game-tying goal moguć je po utakmici, onaj za neriješen ishod utakmice nakon isteka šezdesete minute.